# Amatoxiner

Amatoxinerne er en serie af giftige octapeptider der forekommer i to fluesvampe. Amatoxinerne hæmmer RNA-polymerasen hvorved proteinsyntesen blokeres. Da levercellerne hurtigt optager amatoxinerne fra blodet er dette organ særligt udsat ved amatoxinforgiftning.

## Virkning
Giftene kan ikke fjernes ved kogning eller ved tørring. Da amatoxinerne resorberes i leveren og i nyrerne, forgiftes disse organer ligeledes. Forgiftninger med fluesvampe forekommer, for eksempel beskrives seks tilfælde af forgiftning (med to døde) med Grøn fluesvamp (Amanita phalloides) i 1998 og 1999.

## Symptomer
Symptomerne er angiveligt opkastning, diarré og voldsomme mavesmerter. Hvis den forgiftede søger hospital og behandles inden 12-24 timer er der gode muligheder for at redde livet. De vitale organer kan dog have lidt skade.

## Advarsel til svampesamlere
Alle, der indsamler svampe med henblik på fortæring bør kende de to dødeligt giftige fluesvampe. Hvis man er mindre kyndig, bør man ikke indsamle svampe, der kan være en af disse.

## Kendetegn
Alle unge eksemplarer af fluesvampe har en tydelig ring på stokken og en knold, som er omsluttet af en skede der hos de farligste arter er sækformet. Snehvid fluesvamp er kridhvid overalt på frugtlegemet. Grøn fluesvamp har varierende nuancer af olivengrønt men kan være gullig eller i sjældne tilfælde helt hvid.